# Delphacodes disonymos
Delphacodes disonymos är en insektsart som först beskrevs av George Willis Kirkaldy 1907.  Delphacodes disonymos ingår i släktet Delphacodes och familjen sporrstritar. Inga underarter finns listade i Catalogue of Life.